# Mesocallis taoi
Mesocallis taoi är en insektsart som beskrevs av Quednau 2003. Mesocallis taoi ingår i släktet Mesocallis och familjen långrörsbladlöss. Inga underarter finns listade i Catalogue of Life.